# District de St. Pölten
Le district de St. Pölten est une subdivision territoriale du Land de Basse-Autriche en Autriche.

## Géographie

### Lieux administratifs voisins
|  |  |  |
|  |  |  |
|  |  |  |

## Communes
Depuis le 1er janvier 2017, le district de St. Pölten est composé de 45 communes :
- Altlengbach
- Asperhofen
- Böheimkirchen
- Brand-Laaben
- Eichgraben
- Frankenfels
- Gablitz
- Gerersdorf
- Hafnerbach
- Haunoldstein
- Herzogenburg
- Hofstetten-Grünau
- Inzersdorf-Getzersdorf
- Kapelln
- Karlstetten
- Kasten bei Böheimkirchen
- Kirchberg an der Pielach
- Kirchstetten
- Loich
- Maria-Anzbach
- Markersdorf-Haindorf
- Mauerbach
- Michelbach
- Neidling
- Neulengbach
- Neustift-Innermanzing
- Nußdorf ob der Traisen
- Ober-Grafendorf
- Obritzberg-Rust
- Perschling
- Pressbaum
- Prinzersdorf
- Purkersdorf
- Pyhra
- Rabenstein an der Pielach
- St. Margarethen an der Sierning
- Schwarzenbach an der Pielach
- Statzendorf
- Stössing
- Traismauer
- Tullnerbach
- Weinburg
- Wilhelmsburg
- Wölbling
- Wolfsgraben